# Torque Game Engine Suite
Torque Game Engine eller TGE som den också kallas är en 3D-spelmotor för Microsoft Windows, Mac OS och GNU/Linux. Utvecklades ursprungligen av Dynamix för FPS-spelet Tribes 1 och uppföljaren Tribes 2. Torque säljs av GarageGames till independent och professionella utvecklare.
Utöver att vara enbart en 3D-grafikmotor så tillhandahåller TGE funktioner för nätverk, script och verktyg för att redigera spelvärldar samt GUI.
GarageGames tillåter utvecklare att köpa en licens för $100 per programmerare, förutsatt att programmeraren inte är anställd av ett företag med intäkter som överstiger $250.000 per år.
Torque har nyligen utvecklats för att tillåta shaders och andra moderna grafiska effekter. Denna version av spelmotorn heter Torque Game Engine Advanced eller TGEA (tidigare känd som  Torque Shader Engine förkortat TSE). Denna version av motorn har dessutom portats till Microsoft Xbox och Xbox 360. Två Xbox Live Arcade-spel har släppts baserade på Torque och ett tredje håller på att utvecklas. TGEA släpptes i februari 2008, och säljs idag på Garagegames hemsida för $295 respektive $1495.

## Övriga motorer i Torque-familjen
I dag finns det ett flertal motorer under samlingsnamnet "Torque"
- Torque Game Engine
- Torque Game Engine Advanced
- Torque Game Builder
- Torque X

Även en del specifika motorer som inriktar sig mot speciella konsoler:
- Torque 360
- Torque Wii
- iTorque

Nästkommande Torquemotor är känd under projekt namnet Torque 2 (Stephen Zepps blog post)

## Externa program
Under årens lopp så har externa program och tilläggspaket tillkommit:
- Torque Constructor
- Arcane-Fx
- Torsion
- Showtool pro